# Ornithoctona australasiae
Ornithoctona australasiae är en tvåvingeart som först beskrevs av Fabricius 1805.  Ornithoctona australasiae ingår i släktet Ornithoctona och familjen lusflugor. Inga underarter finns listade i Catalogue of Life.